# Giorgio Corner

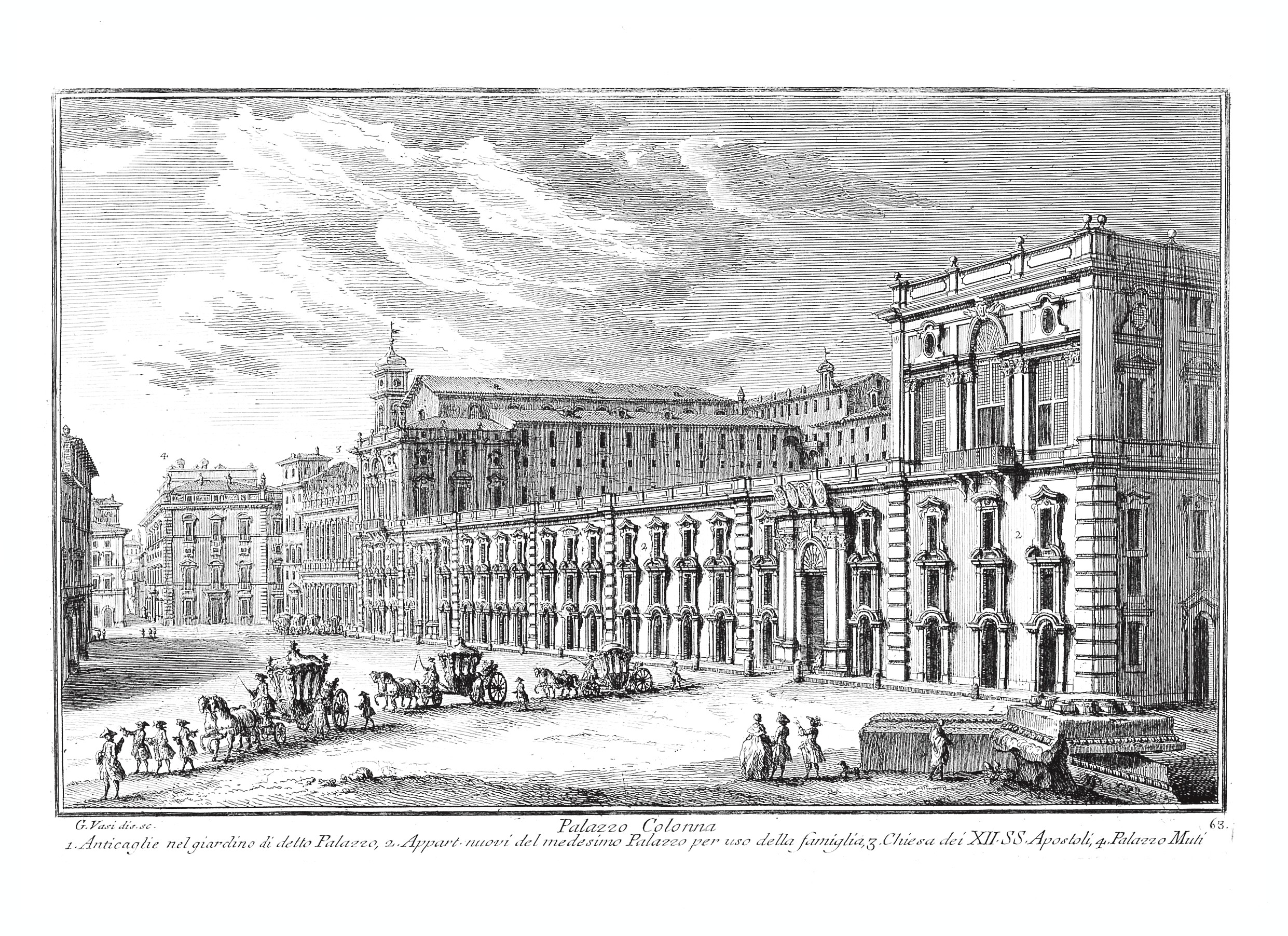
Basiliek Santi XII Apostoli, zijn titelkerk in Rome (18e eeuw)

Giorgio Corner of Cornaro (Venetië, 1 augustus 1658 – Padua, 10 augustus 1722) was kardinaal-aartsbisschop van Padua (1697-1722) in de republiek Venetië. Omwille van zijn diplomatieke carrière zowel voor de republiek als voor het pausdom werd hem de titel van aartsbisschop verleend. Padua is overigens de zetel van een bisdom en niet van een aartsbisdom.
Zijn naam in het Latijn was Georgius Cornelius.

## Levensloop

### Jeugdjaren
Corner was een zoon van Federico Corner en Cornelia Contarini. De familie heeft meerdere doges van Venetië geleverd. Derhalve was de familie Corner een van de leidende patriciërsfamilies in de hoofdstad Venetië, waar Corner opgroeide. Reeds als kind kreeg hij de eretitel van commandant van Cyprus, een voormalige kolonie van de republiek Venetië. Na exclusieve studies in Venetië behaalde hij het diploma van doctor in beide rechten aan de universiteit van Padua.
Van 1677-1679 verbleef Corner in Spanje en Portugal naar aanleiding van een korte reis van zijn vader. Zijn vader droeg hem op verder Spaans en Portugees te leren, alsook de geschiedenis van Europa.

### In dienst van de republiek Venetië
Van 1680 tot 1684 maakte hij een rondreis door Frankrijk en Engeland, als een uitloper van zijn deelname aan een diplomatieke zending van Venetië aan het Franse hof (1680). Nadien werd hij benoemd in het openbaar ambt van de republiek: hij was lid van de Raad van Wijzen voor de Kloosterordes en aankoper van legermaterieel. Zijn carrière kende een eerste hoogtepunt met de benoeming tot ambassadeur van de republiek aan het Franse hof (1687). Corner weigerde deze prestigieuze post in het Versailles van de Zonnekoning ten gevolge van politieke intriges. Hij stelde zich daarom tevreden met de post van woordvoerder van de ambassadeur in Parijs. In 1690 gaf Corner de brui aan verdere politieke of diplomatieke ambten en reisde onverwacht naar Rome om priester te worden.

### Kerkelijke carrière
Zijn priesterwijding volgde twee jaar later in 1692. Samen met de priesterwijding kreeg hij tevens de bisschopswijding. Corner werd titulair aartsbisschop van Rhodos, een voormalige kolonie der Venetianen. Deze aartsbisschoppelijke titel gaf hem de duw naar een verdere carrière in de Roomse Kerk. Zo werd Corner apostolisch protonotaris, bisschop-assistent bij de pauselijke troon, lid van de Romeinse Curie, archivaris van het Vaticaans Archief, pauselijk huisprelaat en, als jurist, voorzitter van de Apostolische Rechtbank. Paus Alexander VIII benoemde hem tevens tot inspecteur van de Volksgezondheid voor de Adriatische kust die tot de Pauselijke Staat behoorde. Corner maakte zich nuttig om de pest te bestrijden in de pauselijke havens, havens die de Venetiaanse vloot overigens aandeed. Tevens moest Corner van paus Innocentius XII inquisiteur zijn voor de steden Ravenna en Urbino in de Pauselijke Staat.
Naast alle voormelde kerkelijke ambten werd Corner in 1692 eveneens benoemd tot apostolisch nuntius aan het Portugese hof van koning Peter II. Zijn kennis van de Portugese taal en geschiedenis speelde mee met de benoeming. 
Een nieuw hoogtepunt in zijn carrière was de verlening van de kardinaalshoed (1697). Het was de eerste maal dat een nuntius in Lissabon achteraf de kardinaalshoed ontving. Zijn titelkerk in Rome was de basiliek der Santi XII Apostoli. Paus Innocentius XII verleende de kardinaalshoed omdat hij tevreden was hoe Corner de financiële belangen van de Portugese Kerk had veilig gesteld ten overstaan van Peter II. Nog in 1697 werd Corner in zijn vaderland verkozen tot bisschop van Padua; paus Innocentius verleende hem bovendien de persoonlijke titel van aartsbisschop die hij verder levenslang mocht houden. De regering in Venetië steunde hem ten volle gedurende de negentien jaren van episcopaat. Corner stimuleerde de literaire ontwikkeling van geestelijken en ondersteunde kunstenaars. Ook voor jongeren die geen priester werden, richtte hij scholen op om de geletterdheid van de jeugd te vermeerderen. De stad Padua bejegende hem gunstig omwille van de financiële steun die de kardinaal-aartsbisschop verleende aan het openbaar leven. In zijn bisdom zette hij de hervormingen en disciplinaire maatregelen voort die zijn voorganger Gregorio Barbarigo had gelanceerd.
Na de dood van paus Clemens XI (1721) rees de ster van Corner verder als ‘papabile’ of kandidaat-paus. De Duitse kardinalen moesten hem niet omwille van zijn vriendschap met het koninkrijk Frankrijk en omwille van feit dat zijn broer Giovanni II Corner regeerde als doge van Venetië. Het conclaaf verkoos dan camerlengo Michelangelo Conti tot paus Innocentius XIII.
Een jaar later stierf Corner in Padua (1722). Hij werd begraven in de kathedraal te midden van graven van familieleden.